# Richard Palmer
Richard Palmer (anche Riccardo Palmer, Riccardo Palmieri) (Inghilterra, XII secolo – Messina, 7 agosto 1195) è stato un arcivescovo cattolico inglese, vescovo di Siracusa, dal 1169, e arcivescovo metropolita di Messina dal 1182. Fu "un uomo di grande cultura e di eloquenza", secondo Hugo Falcandus.

## Biografia
Richard Palmer nacque in Inghilterra. 
Nominato vescovo di Siracusa nel 1157 (ma sarebbe stato consacrato soltanto nel 1169), salì alla ribalta delle cronache nel 1160 come uno dei notabili del triumvirato dei consiglieri di re Guglielmo I: prese il posto dell'Ammiraglio Maione di Bari, assassinato in pubblico da Matteo Bonello per le strade di Palermo. 
Sabato 11 marzo 1161, si unì con altri tre grandi ecclesiastici del regno (Romualdo II Guarna, arcivescovo di Salerno, Roberto, arcivescovo di Messina, e Tustino, vescovo di Mazara), per incitare il popolo di Palermo a sollevarsi contro i ribelli guidati da Matteo Bonnello per liberare la famiglia reale.
Nel 1162 moriva Silvestro di Marsico mentre Enrico Aristippo cadeva in disgrazia; così Palmer era l'unico membro del triumvirato originale a restare al potere. Con i sostituti, Matteo d'Aiello e il caido Pietro, rimasero poi al potere fino alla morte del re Guglielmo I nel 1166 e diventarono automaticamente i principali consiglieri della reggente, la regina madre Margherita di Navarra. Margherita, tuttavia, diffidava di Palmer e di Matteo e nominò il caido sopra di loro, inimicandosi gli altri due. Palmer si alleò con Gilberto, conte di Gravina, cugino della regina, in aperta opposizione all'eunuco.
A quel tempo, Palmer era un candidato per l'arcidiocesi vacante di Palermo, come erano i suoi colleghi vescovi: Tustino di Mazara, Ruggero, arcivescovo di Reggio, e Gentile, vescovo di Agrigento. Tuttavia, Margherita scelse come arcivescovo Stefano di Perche, un suo cugino (1167). Di tutti i contendenti ecclesiastici, Palmer era il più infuriato. L'anno successivo (1168), tuttavia, una ribellione guidata da Enrico di Montescaglioso, un altro cugino della regina, rovesciò il nuovo arcivescovo e lo costrinse alla fuga. 
Fu allora istituito un consiglio di reggenza per aiutare Margherita. Esso comprendeva oltre a Palmer, Romualdo di Salerno, Gentile di Agrigento, Giovanni, vescovo di Malta, Matteo d'Aiello, il nuovo caïd Riccardo, Enrico di Montescaglioso, i conti Riccardo di Molise e Ruggero di Gerace, e, curiosamente, Walter Offamill, un collega inglese che avrebbe poi ottenuto la sede arcivescovile palermitano così ambita da Palmer: questi nel frattempo (1169) veniva consacrato dal Papa stesso con il pallio e promosso a status metropolitano. 
Nel 1170, Palmer e Roberto di Loritello si recarono a Londra per discutere il matrimonio del giovane re con Giovanna, figlia di Enrico II d'Inghilterra. Dopo che il fidanzamento fu confermato, Palmer e Alfano, arcivescovo di Capua, si recarono a Saint-Gilles a ricevere Giovanna e accompagnarla in Sicilia.
Nel 1182, Palmer fu trasferito alla sede di Messina. 
Poi fece parte di una delegazione con gli arcivescovi di Monreale e di Reggio, Margarito di Brindisi e lo stratega di Messina, Giordano du Pin, che fallirono nei negoziati con Riccardo Cuor di Leone. Palmer è morto poco dopo. La sua tomba si conserva nella Cattedrale di Messina, quasi intatta.